# Novi Birciîți, Sambir
Novi Birciîți (în ucraineană Нові Бірчиці) este un sat în comuna Kornîci din raionul Sambir, regiunea Liov, Ucraina.

## Demografie
Componența lingvistică a localității Novi Birciîți
     Ucraineană (100%)
Conform recensământului din 2001, toată populația localității Novi Birciîți era vorbitoare de ucraineană (100%).